# Innerschwand am Mondsee
Innerschwand am Mondsee là một đô thị thuộc huyện Vöcklabruck thuộc bang Oberösterreich, Áo. Đô thị Innerschwand am Mondsee có diện tích 19 km², dân số thời điểm năm 2006 là 1053 người.